# Peak District
Peak District là một vùng cao ở Anh ở cuối phía nam dãy Pennines. Nó chủ yếu thuộc phía bắc hạt Derbyshire, nhưng cũng bao gồm các bộ phận của các hạt Cheshire, đại Manchester, Staffordshire và Yorkshire. Một khu vực đa dạng, nó được chia thành: phần phía bắc gọi là Đỉnh Tối, mà hầu hết các vùng là đồng hoang và địa chất là đá grit, và phía nam gọi là Đỉnh Trắng, mà hầu hết người dân đang sinh sống và địa chất chủ yếu là đá vôi.
Công viên quốc gia Peak District là công viên đầu tiên trở thành công viên quốc gia tại Vương quốc Anh năm 1951. Nó gần với các thành phố Manchester và Sheffield, dễ dàng tiếp cận bởi đường bộ và đường sắt, nó thu hút hàng triệu khách mỗi năm.

## Địa lý
Công Viên Quốc gia này bao phủ 555 dặm vuông Anh (1.440 km2) diện tích của hạt Derbyshire, Cheshire, đại Manchester và phía Nam và phía Tây Yorkshire. Giới hạn phía bắc nằm dọc theo đường A62 giữa Marsden và Meltham, đông bắc của Oldham, trong khi điểm cực nam của nó là trên đường A52 ở vùng ngoại ô của Ashbourne ở Derbyshire. 

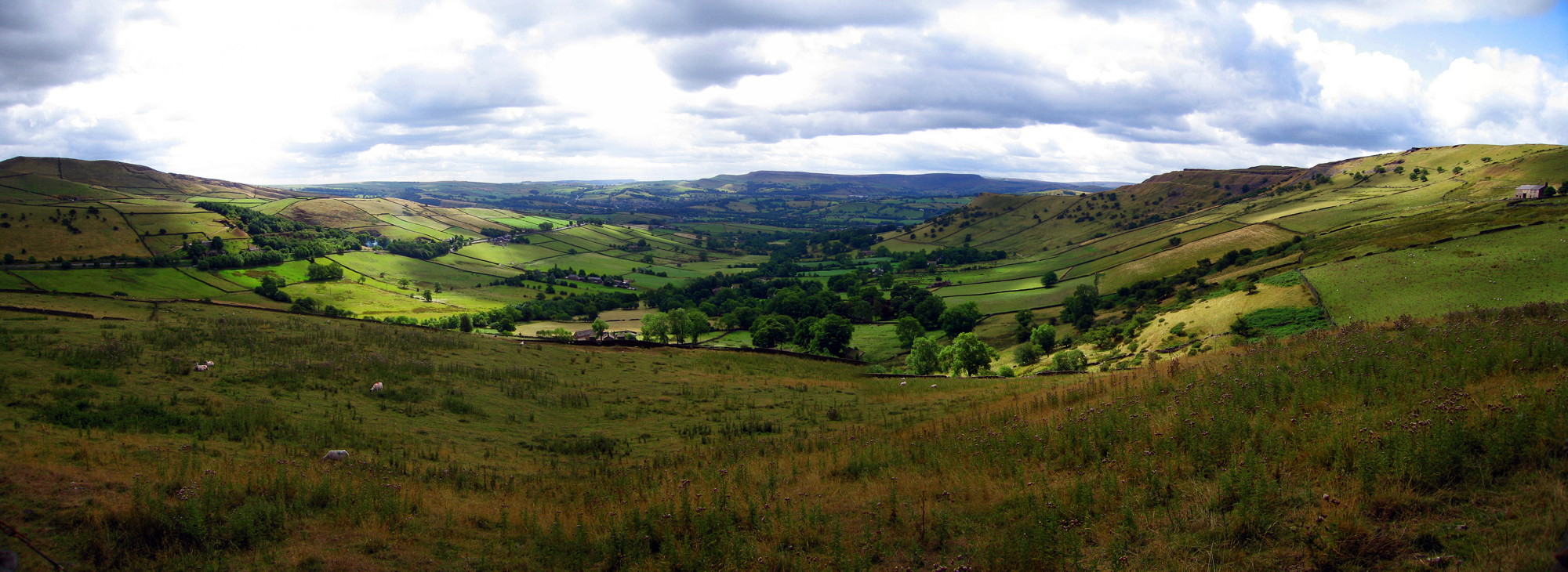
Ảnh toàn cảnh từ một đỉnh giữa Hayfield và Chinley.

## Địa chất
Peak District, được hình thành hầu như chỉ từ đá trầm tích có niên đại từ kỷ Than đá. Nó bao gồm đá vôi than, nằm trên đá Grit và cuối cùng là Than. Ngoài ra có vài mỏm của đá macma chứa dung nham, tro núi lửa và miệng núi lửa chứa agglomerat.
Cấu trúc địa chất chung của Peak District là một mái vòm rộng (xem hình dưới đây), có mép phía tây đã bị đứt gãy và uốn rõ rệt. Nâng lên và xói mòn đã làm mất phần đầu mái vòm để lộ một ra cấu trúc đồng tâm với Than đá trên lề phía đông và phía tây, Carbon đá vôi ở lõi và với đá Millstone Grit giữa hai loại. Rìa phía nam của mái vòm được phủ bởi sa thạch kỷ Trias mặc dù chỉ hơi chạm vào Vườn Quốc gia.

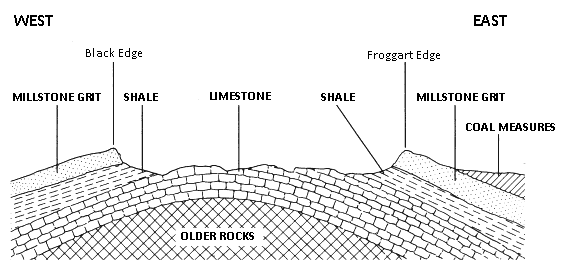
Một phần của Peak District, từ tây sang đông, đang ở gần đúng cấu trúc của một xói mòn mái vòm

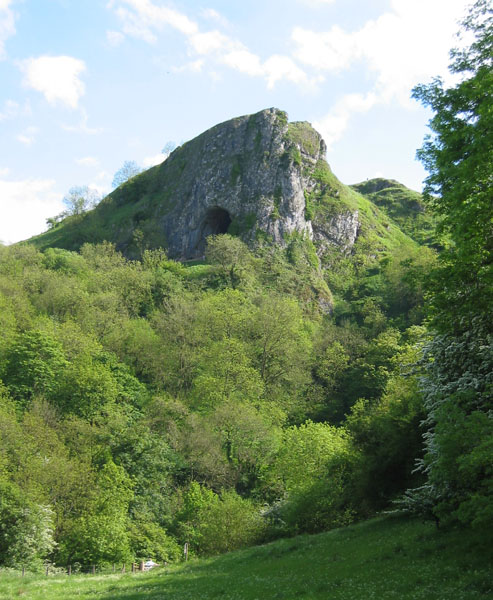
Hang động Thor nhìn từ Manifold Way.

## Sinh thái
Đá grit và đá phiến ở Đỉnh Tối hỗ trợ cây thạch nam hoang và vùng đầm lầy che phủ phát triển, vùng đất này chủ yếu được sử dụng để chăn cừu và bắn gà gô trắng. Cao nguyên đá vôi của ở khu Đỉnh Trắng được được canh tác, với việc sử dụng đồng cỏ được cải tạo để chăn bò sữa.
Rừng tạo nên 8% diện tích vườn quốc gia. Có thể thấy rừng cây tự nhiên lá rộng ở những khu thung lũng hẹp và dốc ở phía Đỉnh Trắng và những khe núi phía Đỉnh Tối, trong khu gần những hồ chứa nước thường có các rừng cây lá kim.

## Lịch sử

### Lịch sử cổ xưa

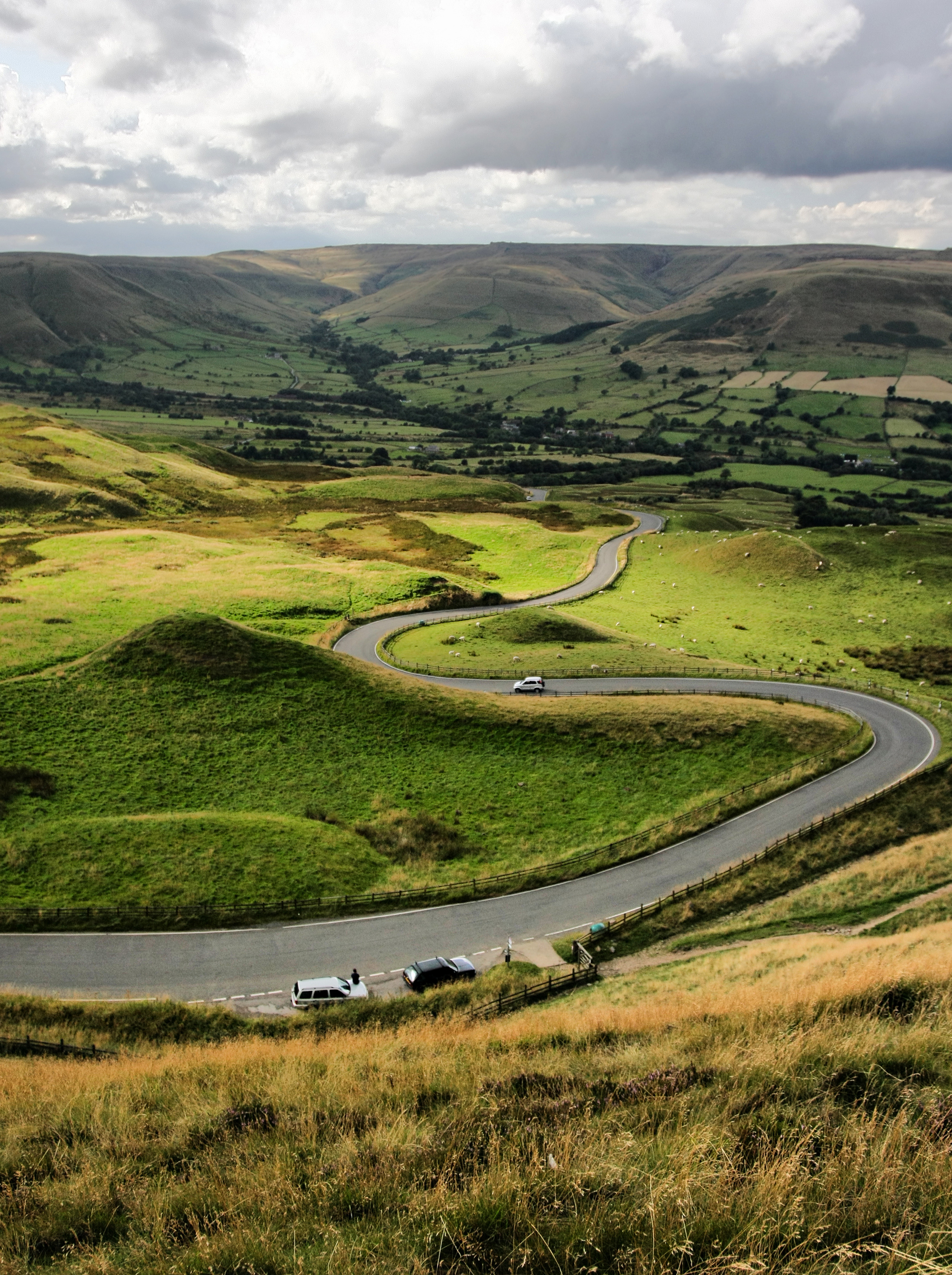
Cảnh của thung lũng Edale từ Mam Tor.

Peak District đã có người từ thời kỳ đầu tiên của con người, bằng chứng là dấu tích của Thời đại đồ đá giữa, và bởi bằng chứng cổ địa lý học từ hang động ở Dovedale và những nơi khác. Cũng có cả bằng chứng về Thời kỳ đồ đá mới, bao gồm một số công trình và gò đất ở đồi Margery. Trong thời đại đồ Đồng khu vực này cũng có dân cư và trồng trọt, và bằng chứng của những người sống sót ở hang như Arbor Low  gần Youlgreave.
Trong thời đại đồ đồng và Thời đại đồ sắt, một số lượng đáng kể hào lũ như tại Mam Tor đã được tạo ra. Các công trình La Mã thì hiếm nhưng những người La Mã chắc chắn đã khai thác những mạch khoáng chất ở nhiều khu vực. Người La Mã đã định cư ở đây, bao gồm khu ở Buxton mà họ gọi là "Aquae Arnemetiae" vì ở đó có suối nước họ dành riêng cho các vị thần địa phương.

### Lịch sử hiện đại
Sự xâm phạm Kinder năm 1932 là một mốc đánh dấu cho chiến dịch yêu cầu Vương Quốc Anh cho phép tiếp cận vùng cỏ hoang. Vào thời điểm đó, những đồng hoang mở như vậy đều bị đóng cửa; chúng được xác định là bị giữ làm của riêng mà chủ chỉ sử dụng 12 ngày một năm. 
Công viên quốc gia Peak District trở thành công viên quốc gia đầu tiên của Vương quốc Anh vào ngày 17 tháng 4 năm 1951. Lối đi bộ đường dài đầu tiên ở Vương quốc Anh là Đường Pennine, mở cửa vào năm 1965 và bắt đầu tại Nags Head Inn, Grindsbook Booth, một phần của làng Edale.
Các đồng hoang phía bắc Saddleworth và Wessenden, trên Meltham, đã đạt được sự nổi tiếng trong những năm 1960 là bãi chôn lấp của nhiều trẻ em bị sát hại bởi Ian Brady và Myra Hindley.

## Các hoạt động
Peak District có rất nhiều loại hoạt động ngoài trời. Một mạng lưới rộng lớn của các lối đi bộ công cộng và nhiều con đường mòn dài tổng cộng khoảng hơn 1.800 dặm (2.900 km), cũng như các khu vực dễ tiếp cận cho đi bộ đường dài. Đường Pennine nối Đỉnh Tối từ Edale đến ranh giới phía bắc của công viên phía nam Standedge. Đường Bridle thường được sử dụng bởi người đạp xe trên núi, cũng như những tay đua ngựa. Một số trong những con đường mòn dài ở Đỉnh Trắng, như Đường mòn Tissington và đường Đỉnh Cao, tái sử từ đường sắt cũ; chúng được sử dụng bởi người đi bộ, người đi ngựa và đi xe đạp.
Một số hồ chứa lớn của khu vực, ví dụ như Carsington Water, đã trở thành trung tâm thể thao dưới nước, bao gồm đi thuyền, câu cá và chèo thuyền, trong vùng bị bao quanh bởi nhiều đất nhất Vương quốc Anh này. Các hoạt động khác bao gồm thể thao ngoài trời như treo trượt và dù lượn, xem chim, và chạy định hướng.

## Danh lam thắng cảnh

### Các thị trấn và làng

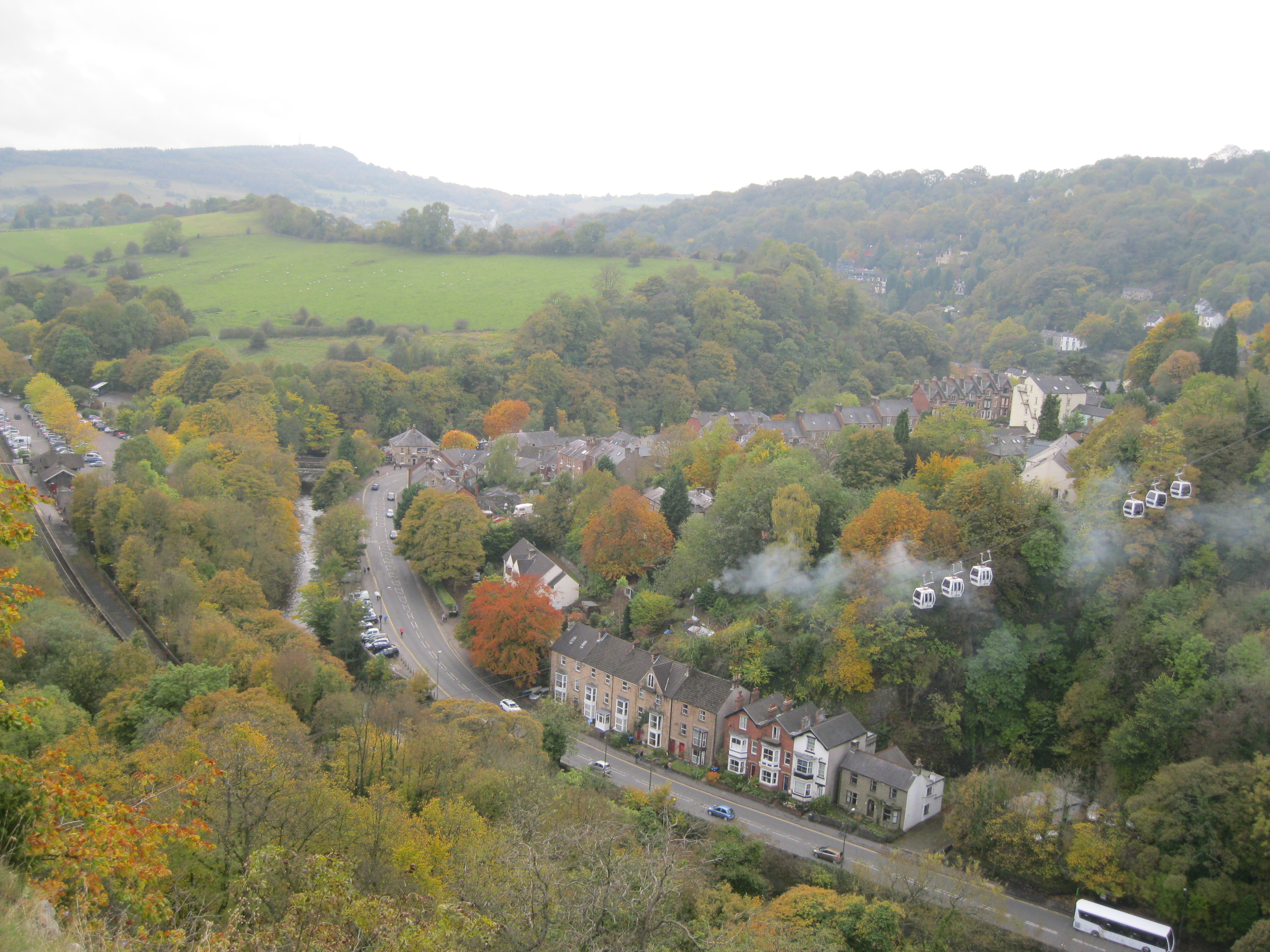
Matlock Bath

Buxton, Matlock và Matlock Bath, Bakewell, và các thị trấn nhỏ Ashbourne và Wirksworth, trên rìa của công viên, tất cả đều cung cấp một loạt các tiện nghi du lịch. Về phía bắc có làng Hayfield nằm ở chân của Kinder Scout- đỉnh cao nhất trong khu vực.
Ngôi làng đẹp như tranh vẽ Castleton, có lâu đài Peveril, có bốn hang động: Peak, Blue John, Treak Cliff, và Speedwell, và là trung tâm sản xuất của các khoáng sản quý Blue John. Còn có các hang động và mỏ khác như Heights of Abraham, tại Matlock Bath, và Cavern Poole ở Buxton. Làng Eyam nổi tiếng về sự cách ly khỏi đại dịch Black Death năm 1665.